# Littlest Things
Littlest Things è un brano musicale della cantante pop inglese Lily Allen, estratto come terzo singolo promozionale dal suo album di debutto, Alright, Still. Le critiche sono state miste: alcune hanno definito il pezzo come il più dolce momento della cantante per scrivere canzoni, mentre delle altre lo ritengono una falsità. La canzone ha raggiunto la posizione numero 21 nel Regno Unito, ed è quella che ha ottenuto meno successo in questa classifica tra quelle estratte dal suo primo album.

## Il video
Il video musicale mostra i tipici avvenimenti a cui si può assistere nella fine di una relazione, dove la cantante rivede se stessa e il suo ex ragazzo insieme. È stato diretto da Nima Nourizadeh ed è prevalentemente in bianco e nero. La canzone è inoltre contenuta nell'album live Paris Live Session, pubblicato in seguito ad un concerto a Parigi di Lily Allen.

## Tracce
CD singolo
1. Littlest Things — 3:04
2. U Killed It — 4:27

Vinile 7"
1. Littlest Things
2. Everybody's Changing

Download digitale
1. Littlest Things
2. Littlest Things (strumentale)
3. Littlest Things (live alla Bush Hall)
4. U Killed It

## Classifiche
| Classifica (2006) | Posizione massima |
| ----------------- | ----------------- |
| Regno Unito       | 21                |